# منتخب كتالونيا لكرة قدم الصالات للسيدات
منتخب كتالونيا لكرة قدم الصالات للسيدات هو ممثل إسبانيا الرسمي في المنافسات الدولية في كرة الصالات للسيدات
.